# Slussen, Falun

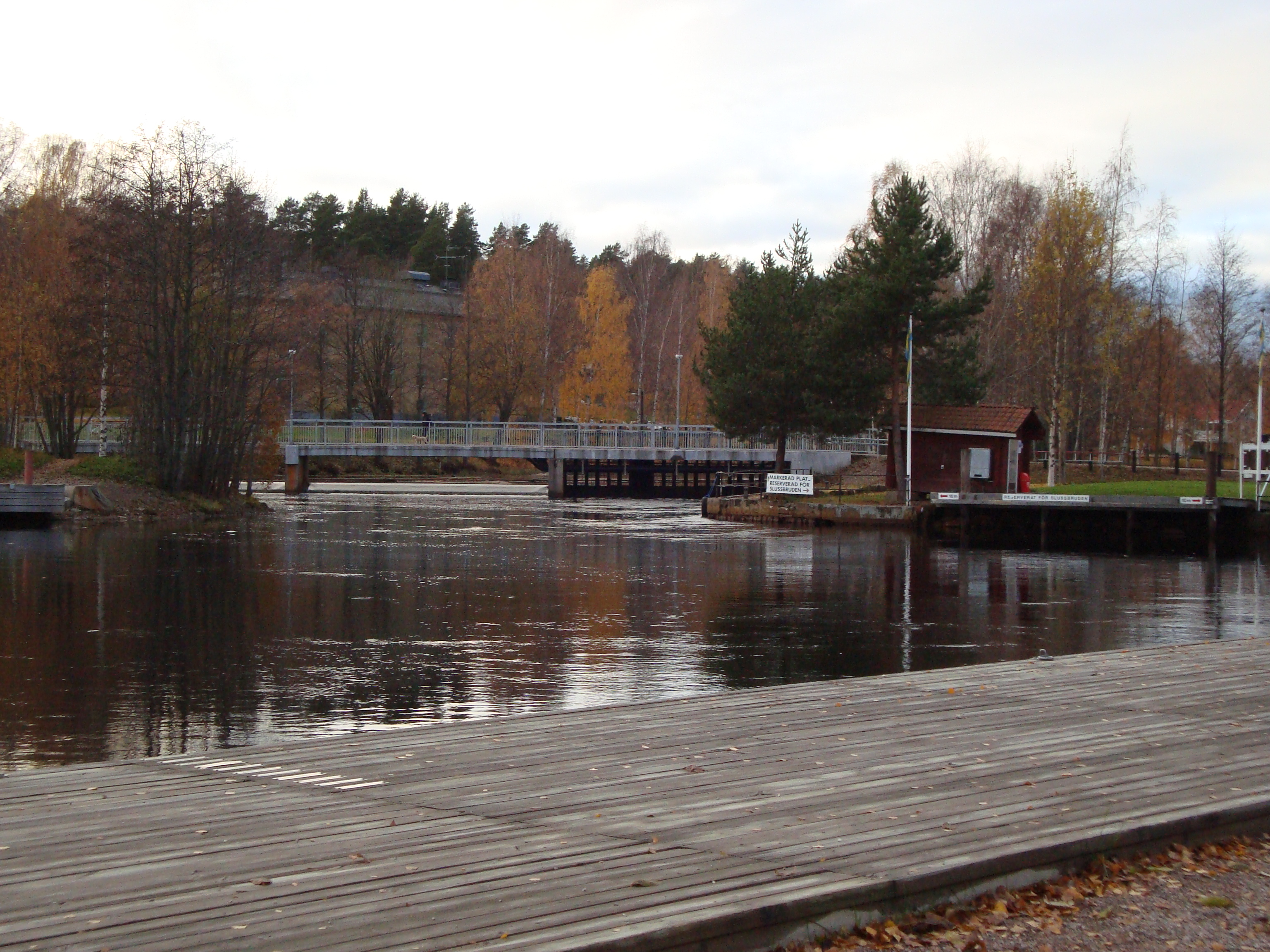
Slussens hamn.

Slussen är ett område i Falun. Den ligger längs Strandvägen, vid Tiskens utlopp i Runn, där det tidigare fanns en sluss för båtpassage mellan sjöarna.
Slussen började byggas 1796 och blev klar 1808. Slussen var temporärt stängd 1972-1977, och stängdes definitivt 1983.